# Macrosteles maculosa
Macrosteles maculosa är en insektsart som beskrevs av Then 1897. Macrosteles maculosa ingår i släktet Macrosteles och familjen dvärgstritar. Inga underarter finns listade i Catalogue of Life.